# Rei Sakuma
Rei Sakuma (jap. 佐久間 レイ Sakuma Rei; właściwie Reiko Sakuma (jap. 佐久間 玲子 Sakuma Reiko), ur. 5 stycznia 1965 w Tokio) – japońska aktorka głosowa. Od 1988 podkłada głos Batako, bohaterce serialu anime dla dzieci Soreike! Anpanman. Była związana z firmą 81 Produce.

## Role
Wybrane role na podstawie informacji Anime News Network.

### Anime
- Oh! My Goddess (Peorth)
- Agent Aika (Aika Sumeragi)
- Ai no wakakusa monogatari (Amy March)
- Dragon Half (Vena)
- Ginga Densetsu Weed (Sakura)
- Gunbuster (Kazumi Amano)
- Shin Kidōsenki Gundam Wing (Marimeia Khushrenada)
- Hamtaro – wielkie przygody małych chomików (Pashmina)
- Infinite Ryvius (Neeya)
- Podniebna poczta Kiki (Jiji)
- Maluda (matka Kaoru; Yoko Sakakibara)
- Mały kotek Feliks i przyjaciele (Majorina)
- Miracle Girls (Rumiko Daijōji)
- Mobile Suit Gundam 0083 (Nina Purpleton)
- Muminki (Mała Mi)
- Najica (Dr. Ren)
- Onegai My Melody (My Melody)
- Onegai Teacher (Konoha Edajima)
- Pocket Monsters (Sakura, Yuki)
- Ranma ½ (Shampoo)
- Seraphim Call (Ayaka Rindō)
- Sol Bianca (April Bikirk)
- Soreike! Anpanman (Batako)
- Tajemnicze Złote Miasta (Zia)
- Tokusō Senshatai Dominion (Leona Ozaki)
- Umi no Yami, Tsuki no Kage (Luka Kobayakawa)
- Watashi to Watashi: Futari no Lotte (Lotte Kerunaa)

### Gry komputerowe
- Kōkidōgensō Gunparade March (Yōko Kosugi)
- Kita e. (Yōko Haruno)
- Kono Yo no Hate de Koi o Utau Shōjo YU-NO (Mitsuki Ichijō)
- Super Robot Taisen (różne)
- Popolocrois Monogatari (Sania Pakapuka)
- Memories Off (Mizuho Amemiya)